# 斎藤栄治
斎藤 栄治（さいとう えいじ、1910年7月26日 - 1979年1月22日）は、日本のドイツ文学者。
1933年東京帝国大学独文科卒。戦後、1971年まで東京大学教養学部教授。ゲーテなどを専門とし、多くの翻訳書がある。

## 翻訳
- 幼き日 ハンス・カロッサ 弘文堂書房 1940 、「幼年時代」岩波文庫
- ドイツ国の基本的諸問題 フオン・ゼークト 育生社弘道閣 1943
- モルトケ ゼークト  (軍事文化叢書)岩波書店　1943
- ゲーテ ピラミッド ホーエンシュタイン 桜井書店 1946
- ゲーテ全集 第17・18・19卷 詩と真実　育生社 1948-1949
- カロッサ作品集 第2巻 若き日の変転 創元社 1954 のち岩波文庫
- 芸術哲学 ジンメル 岩波文庫 1955
- 何故と問うなかれ ワルター・カヴィーツェル 国松孝二、三浦靱郎共訳 白水社 1955
- ヒルティ著作集 第2巻 幸福論2 白水社 1958
- 永遠の誓 ワルター・カヴィーツェル 三浦靱郎共訳 白水社 1958
- ドストエフスキーの世界観　ベルジャーエフ著作集：第2巻  白水社 1960　のち新版
- わが生涯より 詩と真実抄 ゲーテ 白水社 1964　のち新版
- 世界文学全集 第3 若きウェルテルの悩み ゲーテ 講談社 1968 のち講談社文庫
- ラオコオン 絵画と文学との限界について レッシング 岩波文庫 1970